# Estilo trovador

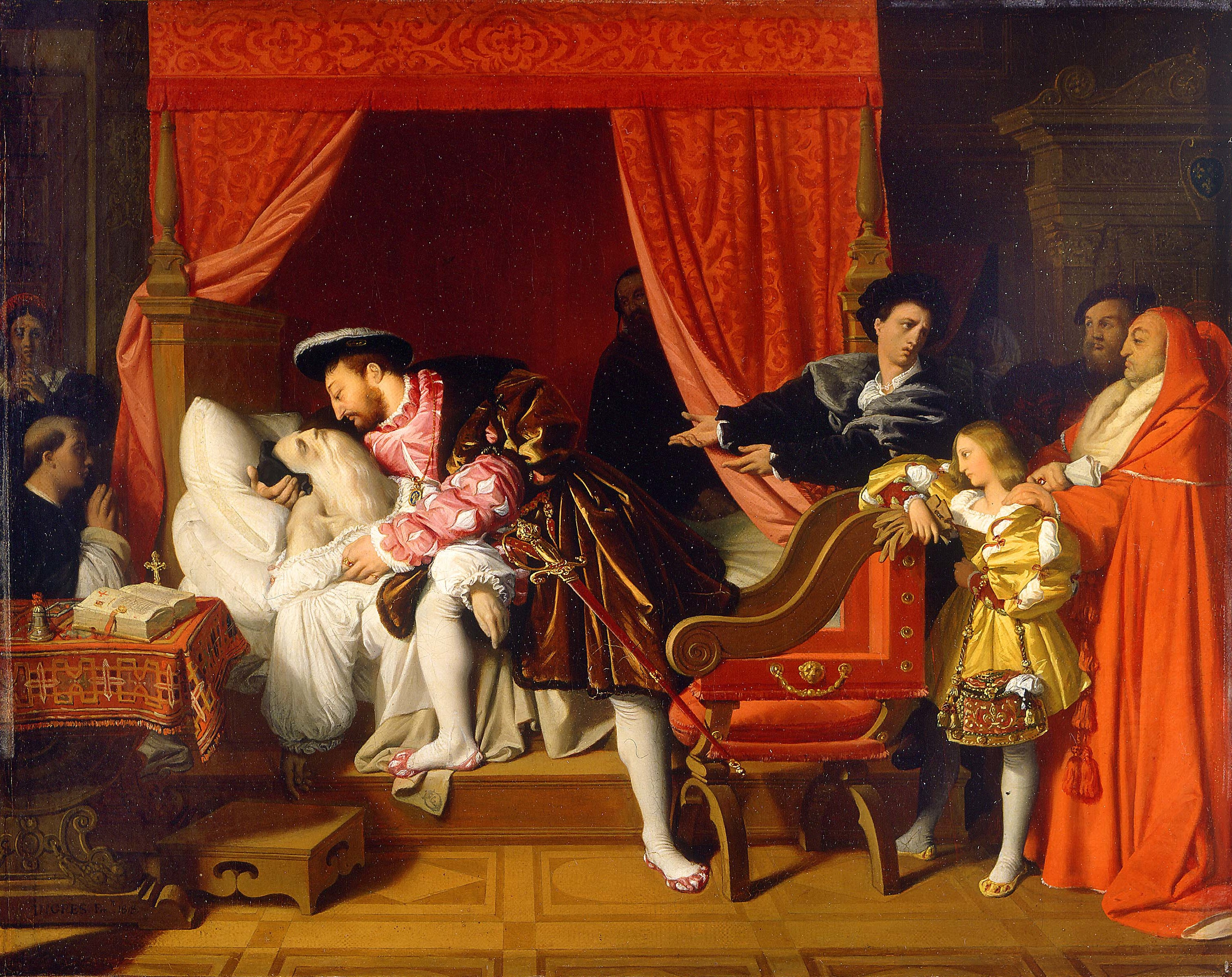
La muerte de Leonardo da Vinci, obra de Ingres, 1818, óleo sobre tela, 40 x 50 cm, Petit Palais, París, cuadro representativo del estilo trovador.

El estilo trovador (en francés, Style troubadour) fue un movimiento artístico desarrollado en Francia entre 1805 y 1835 en literatura, pintura, arquitectura y artes decorativas.
Dentro de la pintura romántica francesa se caracteriza por tratar temás históricos que evocan el pasado no clásico; sus anécdotas son edificantes. Toma sus técnicas de la pintura holandesa del siglo XVII: factura lisa, descripción minuciosa de los detalles y el carácter intimista de las escenas familiares.
El primer lienzo trovador fue presentado en el Salón de París de 1802, bajo el Consulado. Fue una obra de Fleury-Richard: Valentine de Milan pleurant la mort de son époux (Valentina de Milán llorando la muerte de su esposo). Tuvo un enorme éxito debido a su tema emotivo. 
Entre los pintores que cultivaron este estilo, cabe mencionar:
- Louis Ducis, con telas como Le Tasse lisant un épisode tiré de son poème la Jérusalem délivrée à la Princesse Éléonore d'Este o La muerte de Tasso (1817).
- Pierre Révoil, Renato de Anjou pasando la noche en el castillo de Palamede de Forbin (René d'Anjou passant la nuit au château de Palamède de Forbin); El torneo (Le tournoi) (1812).
- Fleury-Richard, con obras como Jacques Molay, Gran Maestre de los Templarios (Jacques Molay, Grand Maître des Templiers) (1806) o Blanca de Castilla alejando a San Luis de su esposa enferma (1808).
- Jean Auguste Dominique Ingres, Francesco da Rimini et Paolo Malatesta (Francesco da Rimini y Paolo Malatesta) o La muerte de Leonardo da Vinci (1818).
- Pierre-Nolasque Bergeret, Pietro Aretino en el taller de Tintoretto (L'Arétin dans l'atelier du Tintoret), Salón de 1822.
- Barón François Gérard, El reconocimiento del Duque de Anjou como rey de España (La Reconnaissance du Duc d'Anjou comme Roi d'Espagne), Castillo de Chambord.
- el belga Henry Leys: Visita de Durero a Amberes en 1520.

También hubo escultores trovadores, como Carle Elschœt y su Tombeau du général de la Ferrière, iglesia de Santo Tomás de Cantérbury en Vallery, cerca de Sens.
- Datos: Q3501307
- Multimedia: Troubadour style / Q3501307